# Yu-Gi-Oh! (juego de cartas)
Yu-Gi-Oh! Trading Card Game (遊☆戯☆王オフィシャルカードゲーム Yū☆Gi☆Ō Ofisharu Kādo Gēmu?) es un juego de cartas coleccionables de origen japonés desarrollado y publicado por Konami. Está basado en el juego ficticio de Duelo de Monstruos creado por el mangaka Kazuki Takahashi, que es el principal argumento que se desarrolla en su popular manga Yu-Gi-Oh! y en las series creadas por Nihon Ad Systems Yu-Gi-Oh! Duel Monsters, Yu-Gi-Oh! Duel Monsters GX, Yu-Gi-Oh! 5D's, Yu-Gi-Oh! Zexal, Yu-Gi-Oh! ARC-V y Yu-Gi-Oh! VRAINS (aparece de forma intermitente y con el nombre de Magia y Hechiceros, en referencia al juego de cartas de Wizards of the Coast Magic: el encuentro, en la versión japonesa del manga de 1998, Yu-Gi-Oh!).  Yu-Gi-Oh! Trading Card Game, a menudo abreviado como Yu-Gi-Oh! TCG, fue el primero lanzado por Konami en 1999.  Fue nombrado el juego de cartas coleccionables con cartas más vendidas en el mundo por el Libro Guinness de récords mundiales en 2009.
Para la realización del manga, anime, y películas, el juego se conoce como Duel Monsters (Duelo de Monstruos). Así, el juego de cartas es la realización de un juego de ficción que fue inventado por el autor Kazuki Takahashi. Las cartas y las reglas del juego de ficción son enteramente creadas para seguir la trama de la historia, y no son introducidas al juego real de cartas sin previas modificaciones. Konami ha producido la mayoría de las cartas nombradas por Takahashi, con los poderes que él les da. Las reglas del juego de cartas coleccionables son muy distintas de las del juego de ficción. Son más coherentes y equilibradas y no cambian como lo hacen en los contextos de ficción.
Antes de diciembre de 2008, el distribuidor de las cartas coleccionables fuera del territorio asiático (quienes se rigen bajo las reglas del Yu-Gi-Oh! Official Card Game — OCG — y distribuidas por Konami) era la compañía Upper Deck. A finales de ese año, Konami presentó una demanda contra Upper Deck acusando a la compañía de haber distribuido cartas de Yu-Gi-Oh! TCG sin autorización de Konami. Upper Deck también demandó a Konami basado en incumplimientos de contrato y difamación. Unos meses más tarde, un tribunal federal de Los Angeles emitió una orden que impedía a Upper Deck de actuar como distribuidor autorizado y le pide que retire todos los productos de Yu-Gi-Oh! TCG de su sitio web. En diciembre de 2009, el tribunal decidió que Upper Deck se hacía responsable de la falsificación de cartas de Yu-Gi-Oh! TCG, y desestimó la contrademanda de Upper Deck contra Konami. Konami actualmente es el fabricante y distribuidor de Yu-Gi-Oh! TCG, además de ejecutar torneos regionales y nacionales y continúa lanzando nuevas cartas para Yu-Gi-Oh! TCG.
Se puede tener hasta 3 copias de la misma carta en el deck, excepto si las reglas vigentes del juego lo impiden.

## Descripción del juego

### Generalidades

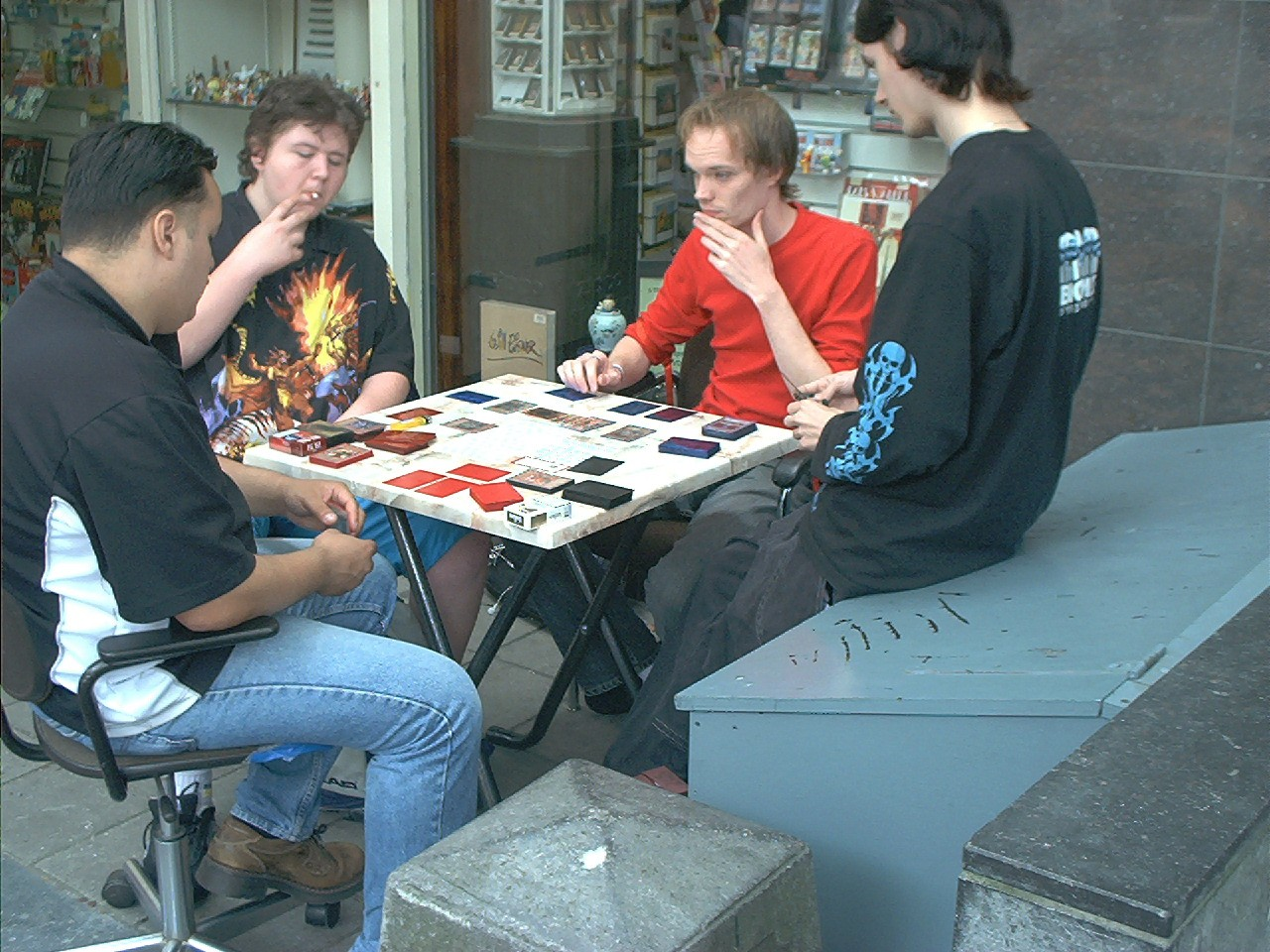
Un grupo de jugadores jugando Yu-Gi-Oh! Trading Card Game.

Yu-Gi-Oh! es un juego de cartas que se juega usualmente entre 2 jugadores por turnos, usando una variedad de 3 tipos de cartas: cartas de Monstruos, cartas Mágicas, y cartas de Trampa, puestos en una baraja de entre 40 a 60 cartas llamado Deck Principal. Adicionalmente los jugadores pueden emplear una baraja de soporte de máximo 15 cartas llamada Deck Extra, en donde se almacenan cartas de Monstruos que requieren cierta condición para ser jugadas en una partida (a excepción de los Monstruos de Ritual, los cuales se almacenan en el Deck Principal).
Cada jugador cuenta con 8000 Life Points o LP, que son puntos que representan su salud. Ambos empiezan con 5 cartas en su manos (máximo 6 cartas), y el jugador en turno tiene derecho a sacar una carta de su Deck Principal, a una Invocación Normal y el uso de cualquier cantidad de cartas Mágicas, Trampas, efectos de Monstruos e Invocaciones Especiales.
Los jugadores deben determinar quien inicia en el primer turno. Para ello pueden emplear el lanzamiento de una moneda, un dado, o con una tirada de piedra, papel o tijeras. El jugador que gana puede decidir quién empieza la partida. El primer jugador puede iniciar su jugada poniendo cartas boca arriba o boca abajo en un espacio designado para poner sus cartas en juego llamado Campo. Por otro lado el segundo tiene la ventaja de ser el primero en sacar una carta nueva de su Deck Principal.

### El Campo de Juego
El Campo está distribuido de la siguiente manera:
- Una hilera horizontal de 5 cartas llamada Zona de Cartas de Monstruos, donde se ponen en juego las cartas de Monstruos, lo cual en términos del juego es llamado Invocar.
- Otra hilera inferior de 5 cartas llamada Zona de Mágicas y Trampas, donde se ponen en juego las cartas Mágicas y Trampas.
- La Zona del Deck Principal y el Deck Extra, donde se colocan boca abajo dichas barajas en la parte inferior derecha e izquierda respectivamente, en los extremos de la Zona de cartas Mágicas y Trampas.
- Un espacio llamado Zona de Campo ubicado arriba de la Zona del Deck Extra donde se ponen en juego las Cartas Mágicas de Campo.
- Un espacio llamado Cementerio ubicado arriba de la Zona del Deck Principal, el cual, por regla general, está designado para colocar boca arriba todas las cartas que se emplean en una partida y que salen del juego.
- 2 espacios en el centro del campo que comparten ambos jugadores, llamado Zona de Monstruos Extra, donde un jugador puede elegir uno de esos espacios para poner cartas de Monstruos que salen del Deck Extra. El uso de esta zona es opcional, excepto para los Monstruos de Péndulo y de Enlace.
- También existe una zona implícita en el campo de los jugadores llamada Zona del Destierro, ubicado junto a la Zona del Cementerio, donde se ponen las cartas que salen de la partida. Funciona de manera similar al Cementerio, sin embargo esta zona se usa bajo ciertas condiciones en función a las propiedades de las cartas.

### Disposición de las Cartas
Las cartas pueden jugarse en el Campo boca arriba o boca abajo, con el objetivo de ocultarlas al adversario. Las cartas boca abajo permanecen inactivas en el Campo, mientras que estando boca arriba pueden aplicar sus valores y propiedades durante la partida.
Las cartas de Monstruos son las únicas que cuentan con valores de ataque y defensa, denominados ATK y DEF respectivamente. Estas cuentan con dos posiciones de batalla para ser jugadas: Los Monstruos en posición vertical pueden atacar una vez cada turno usando ATK, y los Monstruos en posición horizontal usan su DEF para defenderse, pero en esa posición no pueden atacar. Las cartas de Monstruos solamente pueden ser puestas boca abajo de forma horizontal.

### Combate
Los Monstruos pueden enfrentarse entre sí empleando sus valores de ATK y DEF dependiendo de su posición. El Monstruo con el mayor valor numérico tiene ventaja con respecto al menor, y en una batalla entre Monstruos, la diferencia de sus valores numéricos se resta de los LP del jugador que controla el Monstruo mas débil (a menos de que ese monstruo estuviera en posición de defensa), y este es destruido y se retira del campo. Si el Monstruo empleando DEF supera el ATK de otro en una batalla, el Monstruo mas débil no es destruido, pero la diferencia se reduce de los LP del controlador de ese monstruo de igual manera.
Si un jugador no tiene Monstruos en el Campo, el otro jugador tiene vía libre para atacarlo directamente, usando el total del valor de ATK de sus monstruos para reducir sus LP.

### Objetivo del Juego
El objetivo principal del juego es conseguir la victoria ante el adversario atacando con Monstruos y/o usando efectos de cartas para reducir sus LP a 0, sin embargo existen otros métodos para terminar una partida, los cuales son:
- Si un jugador no puede sacar más cartas de su Deck Principal, ese jugador pierde la partida automáticamente.
- Lograr una victoria con un efecto de condición de victoria (con el efecto de “Exodia, el Prohibido” o de “Tablero del Destino”)
- Forzar un empate por efecto de una carta que afecte a ambos jugadores al mismo tiempo (con el efecto de “Botón de Autodestrucción”, “Fuego Tremendo” o “Destrucción de la Carta”)

## Fases de un turno
- Draw Phase: durante esta fase se debe tomar una carta de la parte superior de tu Deck y ponerla en la mano (excepto en el primer turno desde el 14 de julio de 2014 en el TCG). Esto se llama robar, y si no puedes hacerlo por no haber más cartas en tu mazo pierdes el Duelo.
- Standby Phase: algunos efectos de cartas se activan específicamente en esta fase. Además,  los costes de mantenimiento (aquellos que permiten conservar una carta en el Campo) y otros similares se pagan en esta fase.
- Main Phase 1: durante esta fase es donde se puede Invocar monstruos, cambiar las posiciones de batalla de los monstruos y activar o Colocar Cartas Mágicas/de Trampa.
- Battle Phase: durante esta fase se puede atacar con los monstruos al adversario.
- Main Phase 2: durante esta fase se puede hacer todo lo mismo que en la Main Phase 1.
- End Phase: es el final del turno, y en ella puede que se tenga que realizar acciones tales como pagar un coste. En esta fase generalmente terminan efectos con duración finita, y también se debe descartar hasta el límite del tamaño de la mano (normalmente, un jugador solo puede quedarse con no más de seis cartas en la mano al finalizar su turno).

## Tipos de cartas

### Monstruos
Las Cartas de Monstruos son el tipo de carta con el cual el jugador ataca y trata con ello reducir los LP (Puntos de Vida) de su adversario. Todo monstruo tiene puntos de ATK y DEF, y posee un Atributo de los siete existentes; AGUA, FUEGO, LUZ, OSCURIDAD, TIERRA, VIENTO y DIVINIDAD — estos se muestran en la carta, —, un tipo y un Nivel, representado en cantidad de estrellas.
Además, los monstruos tienen diferentes clases que se representan con un color diferente en cada carta. Estas son:
- Monstruos Normales: estos no tienen efectos. Estos tienen un marco de color amarillo.[6]
- Monstruos de Efecto: tienen efectos a diferencia de los Monstruos Normales.[8] A su vez, sus efectos se clasifican en Efectos de Encendido, Efectos Disparados, Efectos Rápidos y Efectos Continuos. Se les representa de un color naranja.[9]
- Monstruos de Fusión: tienen un marco de color violeta. Son monstruos incluidos en el Deck Extra del jugador. A diferencia de los Monstruos de Sincronía, los Monstruos de Fusión piden monstruos específicos (Materiales de Fusión) y una carta especial que los Fusione.[10]
- Monstruos de Ritual: el Nivel de los monstruos necesarios para Invocar el Monstruo Ritual debe sumar una cantidad igual o mayor al del Monstruo Ritual a Invocar (pueden usarse Materiales de Ritual en el Campo o la mano). Además, se necesita una Carta Mágica de Ritual especificada en el Monstruo de Ritual. Existen con y sin efecto y están en el Main Deck, no en el Deck Extra. Tienen un marco de color de azul.[11]
- Monstruos Ficha: monstruos Invocados por el efecto de una carta. Estos se utilizan normalmente para fines de defensa o Sacrificio. Las Fichas pueden ser utilizadas para una Invocación Ritual o una Invocación de Sincronía, pero no en una Invocación Xyz.
- Monstruos de Sincronía: fueron introducidos en la serie Yu-Gi-Oh! 5D's. Estos monstruos están en el Deck Extra del jugador, y para Invocarlos debe usarse un cantante con otros monstruos que no sean Cantantes y cuya suma de Niveles sean iguales al del Monstruo de Sincronía que se quiere Invocar. Tienen un marco de color blanco.[12]
- Monstruos Xyz ("Xyz" pronunciado internacionalmente como "écziis" y escrito como "Exceed"). Fueron introducidos en la serie Yu-Gi-Oh! Zexal. Estos también se encuentran en el Deck Extra, y para Invocarlos se requiere una cantidad de monstruos con el mismo Nivel. Similar a las estrellas amarillas que denotan Nivel, este tipo de monstruo posee un determinado Rango. Los monstruos usados se ponen debajo del Monstruo Xyz y se retiran del Campo para activar los efectos de este último de una manera bastante limitada, siendo básicamente dos o tres usos, según la cantidad de Materiales Xyz que necesite. Si un Monstruo Xyz es destruido o desterrado del Campo, sus Materiales Xyz son mandados al Cementerio. Los Monstruos Xyz tienen un marco de color negro con un detalle de estrellas fugaces alrededor.
- Monstruos de Péndulo: fueron introducidos en Yu-Gi-Oh! ARC-V. Son mitad Cartas de Monstruo, mitad Cartas Mágicas; ya que una mitad es del color amarillo o naranja (dependiendo si tiene Efecto de Monstruo), y la otra mitad es de color verde (como una Carta Mágica). Pueden ser Invocados como monstruos o activados como Cartas Mágicas en las Zonas de Péndulo, en las que ganan el efecto del Monstruo de Péndulo (que está en la parte del medio, justo encima del Efecto de Monstruo). Asimismo, poseen Escalas de Péndulo (representadas por rombos), que sirven para Invocar por Péndulo cuando haya dos Monstruos de Péndulo en las dos Zonas de Péndulo. La Invocación por Péndulo permite Invocar cualquier cantidad de monstruos desde la mano o Deck Extra boca arriba con Niveles entre las Escalas de Péndulo de las dos Cartas de Péndulo en las Zonas de Péndulo. Si un Monstruo de Péndulo fuera a ser mandado desde el Campo al Cementerio, es puesto boca arriba en la Zona del Deck Extra en su lugar.
- Monstruos de Enlace: fueron introducidos en la serie Yu-Gi-Oh! VRAINS. Constituyen a su vez una nueva mecánica de juego que incluye cambios en el tablero de juego. Al igual que los Monstruos de Sincronía y los Monstruos Xyz, se encuentran en el Deck Extra. Estos monstruos tienen en el marco de la imagen del monstruo unas flechas llamadas Flechas de Enlace que interactúan con los monstruos que se posicionen en las zonas que apunten las flechas, generando así nuevas estrategias. No tienen DEF, por lo que nunca pueden estar en Posición de Defensa. En la parte inferior de sus cartas se encuentra su Rating de Enlace (Ejemplo: LINK-2) que ayuda a Invocar más Monstruos de Enlace. Los Monstruos de Enlace y los demás tipos de monstruos del Deck Extra (Fusión, Sincronía, Xyz y Péndulo) que intenten ser Invocados tendrán que ser Invocados a la nueva zona de juego llamada Zona de Monstruos Extra. Dicha zona solo podrá ser ocupada por un monstruo del Deck Extra, pero los Monstruos de Enlace con las Flechas de Enlace a su vez habilitarán Zonas de Monstruos donde regularmente eran Invocados para que puedan ocupar esas Zonas.

A la vez, estos son clasificados en distintos tipos, generalmente por su apariencia física. Los tipos son:
Guerrero, Demonio, Lanzador de Conjuros, Máquina, Bestia, Bestia Alada, Guerrero-Bestia, Pez, Serpiente Marina, Aqua, Reptil, Dinosaurio, Dragón, Hada (Ángel en la versión japonesa), Zombi, Roca, Psíquico, Piro, Trueno, Planta, Insecto, Wyrm, Ilusión, Bestia Divina (exclusivo de los Dioses Egipcios) y Ciberso.
Además de los Monstruos de Efectos estándar, hay sub-tipos que le dan a los monstruos una cierta generalización. Estos son: Toon, Unión, Spirit, Géminis y Cantante. En el caso de Fusiones, o Monstruos de Sincronía o Xyz, pueden ser Invocados de Modo Especial por ciertos medios si son mandados al Cementerio, siempre que se lo Invocó con éxito de antemano. Sin embargo, si son devueltos al Deck Extra, el jugador debe cumplir con los requisitos de Invocación de nuevo para volver a Invocarlos.
Por último, existen los arquetipos. Estos se reconocen por normalmente llevar una palabra especial (o parte de una palabra) en el nombre del monstruo y tener apoyo para cartas del mismo nombre. De no ser así, serían referidos como una familia. Hay una gran variedad de arquetipos, y la mayoría tiene un estilo de juego distinto. Algunos ejemplos son "Bestia de Cristal", "HÉROE Elemental", "Bestia Gladiador", "Seis Samuráis", "Luminoso/a", "Alanegra", "Alienígena", "Ojos Azules", "Ojos Rojos"; "Arpía" o "Toon". Existen por el contrario arquetipos que no precisamente contienen un nombre similar todos los monstruos pero que son considerados como tales al recibir apoyo explícito.

### Ataque
Como se mencionó brevemente en varias secciones anteriores, el ataque juega un papel muy importante. Es el medio principal por el cual un jugador reduce los Life Points. Sólo las Cartas de Monstruo en Posición de Ataque (posición vertical) puede atacar, y cada Carta de Monstruo puede atacar una vez por turno durante la Battle Phase (fase de batalla).
Cuando una Carta de Monstruo "declara un ataque", uno de los monstruos del adversario se ha de seleccionar como objetivo. En este momento, los puntos de ATK del monstruo atacante se comparan con los correspondientes ATK o DEF puntos de monstruo objetivo (dependiendo de si está en Posición de Ataque o Posición de Defensa). La Carta de Monstruo con los puntos más bajos es destruida y mandada al Cementerio. Si los monstruos tienen ATK igualados - excepto si su ATK es 0-, ambos son destruidos. Si la Carta de Monstruo está en Posición de Defensa, el jugador defensor no perderá Life Points (excepto si ataca con Cartas de Monstruo dotadas de un efecto de daño de penetración), pero si la DEF fuese mayor al ATK, el atacante perderá Life Points igual a la diferencia entre los puntos de los dos monstruos.
Si la carta de monstruo destruido se encontraba en Posición de Ataque, entonces su propietario perderá Life Points igual a la diferencia entre los puntos de los dos monstruos. Por ejemplo, si "Tomate Místico" (que tiene 1400 puntos de ATK y 1100 de DEF) ataca al "Sangan" del adversario (1000 puntos de ATK y 600 de DEF) en Posición de Ataque, entonces el "Sangan" del adversario es destruido y él o ella pierde 400 Life Points. Sin embargo, si su Carta de Monstruo está en Posición de Defensa (posición horizontal), el propietario no perderá Life Points. En el ejemplo anterior, si "Sangan" hubiese estado en Posición de Defensa (que se encuentra en posición horizontal), aun así habría sido destruida por un ataque de "Tomate Místico", pero su dueño no perdería Life Points.
De esta manera, las cartas de Monstruo en Posición de Defensa protegen los Life Points de su dueño. Por otro lado, sólo cartas de monstruo en Posición de Ataque puede declarar ataques, y sus posiciones no pueden ser manipuladas después.
Si el adversario no tiene Cartas de Monstruo en el juego, entonces un monstruo atacante puede atacar a los Life Points del adversario directamente. Esto hace que la cantidad total de puntos de ATK de ese monstruo que se reduzca de los Life Points del adversario. Una estrategia muy general es el uso de efectos de cartas (las de Monstruos, Cartas Mágicas y de Trampa) para eliminar los monstruos del adversario, por lo que los monstruos de un jugador pueden atacar directamente al adversario.

### Cartas Mágicas
Estas son las cartas que se pueden jugar ya sea desde la mano, o Colocándolas en el Campo para su uso posterior. Pueden o bien elevar el ataque/defensa de tus monstruos, destruir otras cartas, aumentar los Life Points, etc. Las Cartas Mágicas vienen en seis formas:
1. Normal: son mandadas al Cementerio después de que el efecto se activa.
2. de Juego rápido (identificado con un símbolo de rayo): se pueden activar durante el turno del adversario, o durante su turno fuera de las fases principales. Sin embargo, no se puede activar una Carta Mágica de Juego Rápido en el mismo turno que fue colocada en el Campo.
3. Continua (identificado con un símbolo de infinito): permanecen en el Campo una vez que han sido activadas, y su efecto continúa mientras permanezcan boca arriba en el Campo.
4. de Equipo (identificado con un +): se equipan a un monstruo de la elección del jugador alterando sus estadísticas, o proporcionando un efecto. Si el monstruo equipado deja el Campo, pierde su Equipo y la Carta de Equipo es destruida.
5. de Campo (aparece como una brújula): activada en una Zona de Campo, proporciona un efecto que se produce durante el Duelo completo mientras esté activa. Durante mucho tiempo, el reglamento establecía que sólo una carta de Campo podía estar activa en el Duelo a la vez: si un jugador activaba una Carta Mágica de Campo, mientras que una estaba ya en juego, la primera carta de Campo es destruido. Esta regla fue derogada en 2014, y desde entonces cada jugador puede tener 1 Carta Mágica de Campo en su lado del Campo. Para usar otra Carta Mágica de Campo, manda al Cementerio a la que tenías previamente. Estas cartas pueden ser puestas boca abajo en la Zona del Campo, pero no se activan hasta que son volteadas boca arriba.
6. de Ritual (aparece como una llama): se utilizan para Invocar Monstruos de Ritual.

### Cartas de Trampa
Las Cartas de Trampa son cartas de color púrpura que tienen efectos diferentes y tienen como objetivo dificultar al adversario o facilitar al jugador que la posee. Todas las cartas de Trampa deben primero colocarse en el Campo para su activación y tienen Velocidad de Hechizo 2 (a excepción de las Trampas de Contraefecto) y hay tres tipos:
1. Normales (Normal Trap). Al igual que las Mágicas Normales, estas cartas son de un solo uso y se destruyen tras su activación.[13]
2. Continuas (Continuous Trap). Representadas con el símbolo de infinito, estas cartas permanecen en el Campo tras su activación, a menos que sean destruidas.[14]
3. de Contraefecto (Counter Trap) son las únicas que tienen Velocidad de Hechizo 3 y comúnmente tienen la función de negar efectos e Invocaciones de Monstruos. Suelen tener un costo para su activación y tienen una flecha encurvada como símbolo.[14]

## Competiciones

### Torneos
Los Torneos suelen ser organizados por los mismos jugadores o por tiendas de cartas. Además, Upper Deck (quien tenía los derechos de TCG), Konami y Shonen Jump han organizado numerosos torneos a nivel mundial y con diferentes sistemas y reglas dependiendo del área. Estos torneos atraen a centenares de jugadores que compiten por el premio, el cual es una carta promocional exclusiva.
Hay tres tipos de sistemas que se usan en los Torneos y se les conoce como Formatos. Cada Formato tiene sus propias reglas y restricciones de que cartas deben usarse durante estos eventos.
- El Formato Avanzado (Advanced Format) es el más usado en los Torneos de Yu-Gi-Oh! TCG. Este formato sigue todas las reglas normales del juego, pero además impone la prohibición total de ciertas cartas que se consideran demasiado ventajosas para los torneos. Estas cartas están en la denominada "lista de cartas prohibidas". También hay ciertas cartas que son limitadas o semi-limitadas permitiéndose usar 1 o 2 de estas cartas en un Deck, respectivamente. Esta lista se actualiza cada seis meses (1 de septiembre, 1 de marzo) y es seguida en todos los torneos que utilizan este formato.[15]

- El Formato Tradicional  (Traditional Format) se usa rara vez en Torneos Oficiales y refleja el estado del juego antes de que la lista de Cartas Prohibidas fuera creada. Las cartas que están prohibidas en Formato Avanzado se limitan a una copia por Deck en este formato.[15]

- El Formato OCG difiere en varias reglas respecto al Formato Avanzado, pero las cartas limitadas y prohibidas suelen ser las mismas. Este formato rige en territorio asiático.[16]

### Mundial de Yu-Gi-Oh TCG
Se han organizado y realizado torneos mundiales desde el año 2003. Antes de llegar a un mundial hay que pasar varias etapas clasificatorias. Estas son OTS, regionales, nacionales y continentales.
OTS Championship
Se juega a nivel tienda oficial local, sus siglas significan Official Tournament Store. Los primeros 4 lugares obtienen invitación para el continental.
Regional
Se juegan a nivel de región, estado o provincia según como esté distribuido el país. Dependiendo de la cantidad de jugadores que jueguen se reparte cupos para poder jugar el torneo continental.
Cupos según cantidad de jugadores:
- 4 a 32 jugadores: 4 cupos.
- 33 a 64 jugadores: 8 cupos.
- 65 a 128 jugadores: 16 cupos.
- 129 o más jugadores: 32 cupos.

Nacional
Puede entrar cualquier jugador, sin haber participado necesariamente  previamente en un torneo regional. Tiene la misma estructura que el torneo regional. Según la cantidad de jugadores se reparte cupos para el torneo continental.
Cupos según cantidad de jugadores:
- 4 a 32 jugadores: 6 cupos.
- 33 a 64 jugadores: 12 cupos.
- 65 a 128 jugadores: 24 cupos.
- 129 a 256 jugadores: 48 cupos.
- 257 a 512 jugadores: 64 cupos.
- 513 jugadores o más: 128 cupos

Continental
Solo pueden entrar los clasificados previamente en un torneo OTS, regional o nacional. El ganador de este torneo representa a su región en el World Championship, pues se gana su participación y viaje todo pagado al lugar donde se realizará el evento.

## Información de producto
Las cartas coleccionables de Yu-Gi-Oh! están disponibles en Barajas de Inicio, Barajas de Estructura, Sobres de Expansión, y ocasionalmente como cartas promocionales o latas de coleccionista. Al igual que en todos los demás juegos de cartas, los Sobres de Expansión son la principal vía de distribución de cartas. En las zonas de distribución de Konami, cinco cartas al azar se encuentran en cada sobre, y cada grupo se compone de entre cincuenta y sesenta cartas diferentes. Desde el lanzamiento del sobre Evolución Táctica, todos los sobres que tienen una carta Holográfica/Fantasma, también contendrá una carta rara, lo que significa que en un sobre puede conseguir dos cartas raras y siete cartas comunes.
Hay también sobres que son dados durante un torneo oficial. Estos cambian cada vez que hay un torneo y tienen menos cartas que un Sobre de Expansión normal. Hay ocho Paquetes de Torneo, ocho Paquetes de Campeón, ocho Sobres Turbo, ocho Sobres Astral (llamados así en referencia a Astral, personaje del manga/anime Yu-Gi-Oh! ZEXAL) y dos OTS Sobres Torneo.
Algunas cartas en el TCG han sido lanzados por otros medios, tales como en la inclusión de videojuegos, películas y revistas de Shonen Jump. Estas cartas suelen ser exclusivas, tienen un tipo especial de rareza o antes no fueron lanzados para el público. De vez en cuando, cartas como "Ciber Valle" y "Diente de León" han sido re-impresas posteriormente en ediciones regulares.
Finalmente, los Sobres de Duelista son Sobres de Expansión con una cantidad menor de cartas y de menor precio que las normales, con el aliciente de contar con cartas de un determinado personaje del anime o el manga.